# FC Metz
FC Metz (Football Club de Metz) je francouzský fotbalový klub, který v současné době hraje nejvyšší francouzskou fotbalovou soutěž Ligue 1. Sídlí v Métách. Klub byl založen roku 1932. Působištěm tohoto klubu je Stade Municipal Saint-Symphorien s kapacitou 26 304 diváků.
Po sezoně 2012/13 postoupil ze 2. místa třetí francouzské ligy Championnat National do Ligue 2. V sezoně 2013/14 se klubu podařil postup z prvního místa tabulky druhé ligy (76 bodů) do nejvyšší ligy Ligue 1.